# Telêmaco Borba
Telêmaco Borba es un municipio brasileño ubicado en el centro del estado de Paraná, distante a 249 km de la capital Curitiba, en una región conocida como Campos Gerais do Paraná. Con una población un poco mayor a los 78 974 habitantes. Telemaco Borba es la segunda ciudad más grande de Campos Gerais. Telêmaco Borba es conocida también como la Capital de Papel.

## Historia

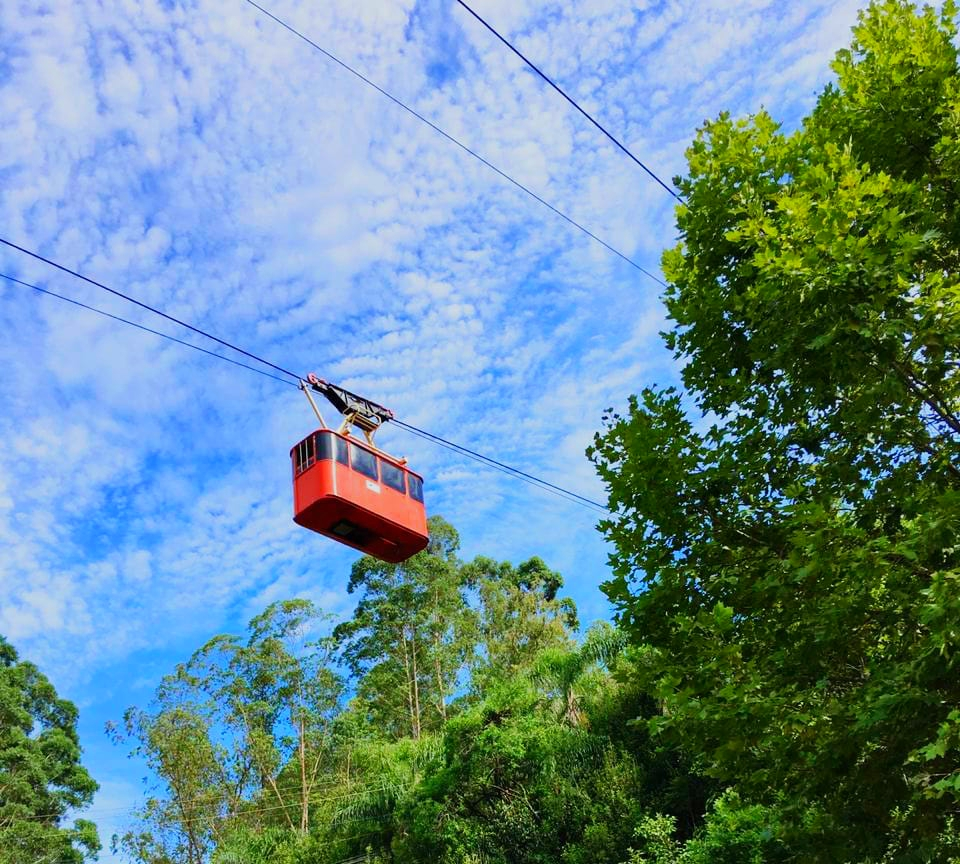
Teleférico Telêmaco Borba, utilizado como transporte y atracción turística.

La ciudad fue fundada por Klabin Papel e Celulose Industria a principios de 1940. La fábrica es el mayor productor, exportador y el reciclaje de papel en Brasil. Hoy en día, la ciudad es la sexta más grande de Centro Industrial de Paraná, gracias al sector de la madera y papel. Es por eso que la ciudad es la "Capital de Papel y de la Madera". Telêmaco Borba es una referencia nacional en este sector, y también un importante centro regional en muchos ámbitos, entre ellos, la salud y la educación.
El nombre Telêmaco Borba es un homenaje a Telêmaco Augusto Enéas Morosini Borba.
La ciudad es servida por el Aeropuerto de Telêmaco Borba.

## Geografía
Telêmaco Borba es una ciudad muy urbana, ya que sólo 2,4 mil residentes viven en el campo. 

### Límites
Al norte limita con los municipios de Ortigueira y Curiúva, al sur con el municipio de Tibagi, al este con el municipio de Imbaú; y al oeste con Ventania.

### Hidrografía
Es un área con abundantes ríos entre los que se destacan: Tibagi.